# Кампателли, Альдо
Альдо Кампателли (итал. Aldo Campatelli; 7 апреля 1919, Милан — 3 июня 1984) — итальянский футболист и футбольный тренер. Играл на позиции полузащитника. Большую часть карьеры (1936—1950) провёл в одном клубе — миланском «Интернационале». Двукратный чемпион Италии. Обладатель Кубка Италии.

## Биография
В возрасте 17-ти лет дебютировал в чемпионате Италии за «Интернационале», в котором провёл четырнадцать сезонов, приняв участие в 297 матчах чемпионата и забив 39 голов. Большую часть времени, проведённого в составе «Интера», был основным игроком команды. За это время дважды завоевывал титул чемпиона Италии, становился обладателем Кубка Италии.
Завершил профессиональную игровую карьеру в клубе «Болонья», за которую выступал в течение 3-х сезонов.

## Достижения
«Интернационале»
- Чемпион Италии (2): 1937/38, 1939/40
- Обладатель Кубка Италии: 1938/39